# Drymadusa
Drymadusa is een geslacht van rechtvleugeligen uit de familie sabelsprinkhanen (Tettigoniidae). De wetenschappelijke naam van dit geslacht is voor het eerst geldig gepubliceerd in 1860 door Stein.

## Soorten
Het geslacht Drymadusa omvat de volgende soorten:
- Drymadusa dorsalis Brullé, 1832
- Drymadusa limbata Brunner von Wattenwyl, 1882